# Teodoro Bonanni d'Ocre
Teodoro Bonanni d'Ocre (Brindisi, 22 aprile 1815 – 1894) è stato un nobile e politico italiano.

## Biografia
Nacque a Brindisi il 22 aprile 1815 dal barone Girolamo Bonanni d'Ocre, da cui eredita il titolo, e da Maria Grazia Corona. Cugino del giudice e politico Cesidio Bonanni d'Ocre, nonché prozio del pittore Luigi Bonanni d'Ocre, fu sindaco dell'Aquila dal 1850 al 1853, oltre che noto archivista, avvocato e scrittore. Il 18 agosto 1867 sposò all'Aquila la nobile Clementina Gualtieri. Morì nel 1894, all'età di 79 anni.

## Opere
Delle numerose opere letterarie scritte da Teodoro Bonanni, si citano:
- La provincia del Secondo Abruzzo Ulteriore con la sua descrizione fisica, topografica, geologica, mineralogica, Aquila, Tipografia Grossi, 1872;
- La guida storica della città dell'Aquila e dei suoi contorni, Aquila, Tipografia Grossi, 1874;
- La corografia dei comuni e dei villaggi della provincia del II Abruzzo Ulteriore, Aquila, Tipografia Grossi, 1883;
- Le antiche industrie della provincia di Aquila, Aquila, Tipografia Grossi, 1888;
- I catasti antichi con la descrizione degli stemmi dei comuni dell'Abruzzo aquilano;
- L'archeologia del lago del Fucino e le antiche iscrizioni inedite della regione dei Marsi, Aquila, Tipografia Grossi, 1889;
- La vita di Papa Celestino V: sintesi ottocentesca;
- Stemmi e catasti antichi dei paesi appartenenti alla provincia del II Abruzzo Ulteriore.